# Camilla Williams
Camilla Ella Williams (Danville, 18 de outubro de 1919 - Bloomington, 29 de janeiro de 2012) foi uma soprano norte-americana e a primeira mulher afro-descendente a ter um contrato com a maior companhia americana de ópera.

## Biografia
Camilla Williams era filha de um motorista e neta de um cantor e líder de coro. Aos oito anos, ela já cantava na Igreja Batista do Calvário, em sua cidade natal.
Estreou-se a 15 de maio de 1946 com a Ópera de Nova Iorque, na ópera "Madame Butterfly", de Puccini, e foi a primeira cantora negra americana a conseguir um contrato de atuações regulares com uma companhia de ópera.
Foi também  a primeira professora negra de canto da Universidade de Indiana, na qual ingressou em 1977. Ela estava aposentada desde 1997. A cantora faleceu em 29 de janeiro de 2012 devido a complicações decorrentes de câncer.